# Maurice Freund
Maurice Freund, né en 1943 à Guebwiller, est une personnalité française du tourisme et du développement durable. Il a été, dans les années 1970 l'un des acteurs du développement des « charters », qui permirent dans ces années l'accès aux vols à des prix abordables.

## Biographie

### Jeunesse
Né en 1943 à Guebwiller, Maurice Freund est le fils unique d'Auguste Freund , un soldat malgré-nous, incorporé de force dans l'armée allemande et envoyé sur le front russe. Mort en 1957 des suites de son enfermement  au camp de Tambov (camp 188 des malgré-nous), Maurice Freund est déclaré « pupille de la Nation » en 1955. Il n'a jamais connu son père et a été élevé par sa mère, une ouvrière des mines de potasses de la région de Mulhouse.
Maurice Freund a été placé en orphelinat à l'âge de 6 ans avant d'entrer à Don Bosco, une institution religieuse située à Landser au sud de Mulhouse, à 10 ans. Sa rencontre avec l'évêque de Madras, Mgr Mathias, sera décisive et marquera le point de départ de sa vision tiers-mondiste. Renvoyé pour mauvaise conduite à 14 ans, il intégrera l'usine de sa mère avant de suivre une formation d'électricien.

### Entrepreneur et activiste
En janvier 1963, il rejoint le service militaire puis ressort un an après pour valider son  examen d'entrée à la faculté des sciences. Sa vie d'étudiant est rythmée entre les cours à la fac de sciences (en physique du solide) et ses activités à la Maison des jeunes de Bollwiller. En 1965, l'association à but non lucratif « Le Point » fut créée puis rebaptisée quelques années plus tard en Point Mulhouse. Cette association avait pour but la protection et la valorisation du patrimoine local mais elle servira surtout de support pour organiser et formaliser la construction d'un chalet pour les jeunes dans les Vosges (Markstein) de 1965 à 1970.
Scout, président de la Maison des jeunes de Bollwiller, bénévole à l'Entraide par les jeunes, Maurice Freund est un militant passionné pendant sa jeunesse. Sa nouvelle vie de famille lui impose de trouver un emploi plus stable et il rentre chez Peugeot au sein d'un laboratoire de recherche en alternance avec la fac. A la même époque, Il se lance activement dans le syndicalisme chrétien (CFTC).
En 1969, sous l'impulsion de Maurice Freund, le Point Mulhouse affrète ses premiers vols pour Londres, Delhi, Naples... puis met en place les Points Raid et construit ses premiers circuits partout dans le monde. En 1978, Le Point Mulhouse est actionnaire minoritaire puis majoritaire de la SATT (Société antillaise de transport touristique) et propriétaire des avions. Le premier vol charter au départ de Paris en direction de Lima est lancé.
En 1980, Maurice Freund et le Point Mulhouse réalisent leur rêve de devenir propriétaires d'une compagnie aérienne avec deux Boeing : c'est la naissance de Point Air.
Après la faillite en décembre 1987 de Point Air, Maurice Freund devient le directeur général de Malitas (compagnie aérienne malienne) dans les années 1990 avant de créer en 1995 la coopérative de voyageurs Point Afrique, dont la plupart des coopérateurs sont des anciens pointistes.

### Famille
Marié le 9 juillet 1965, il aura 2 enfants de cette union. Séparé quelques années plus tard, il se mettra en couple avec la journaliste Martine Mauléon avant de rencontrer sa nouvelle épouse en 1990.

### Amis
Maurice Freund était très proche de l'ancien chef d'État du Burkina Faso, Thomas Sankara,,, jusqu’à son assassinat en 1987.
Administrateur du fonds de dotation de Pierre Rabhi, Maurice Freund est l'un des amis proches, habitant à quelques kilomètres de sa résidence en Ardèche. Ensemble ils ont transformé le Campement de Gorom-Gorom ,,au Burkina Faso, construit par Point-Mulhouse, en Centre d'agroécologie en 1985. En 2017, Pierre Rabhi et Maurice Freund s'intéressent au village de Maaden El-Irvane en Mauritanie pour développer un projet de village pilote écologie intégrale,,,,
Au cours des années 2005 à 2007, Maurice Freund fait appel aux préhistoriens et amis Henry et Marie-Antoinette de Lumley pour entreprendre un grand programme de recherches dans le Guelb Er Richat en Mauritanie.
En 2004, son ami Gabriel Cohn-Bendit crée l'association le REPTA, « Réseau éducation pour tous en Afrique » pour laquelle Maurice Freund s'engage et engage aussi la coopérative du Point-Afrique.

## Carrière

### Point Mulhouse
Entre 1964 et 1965, Maurice Freund a été à l'origine de la création de l'association du Point Mulhouse avec toute une bande d'amis originaires d'Alsace. L'idée maîtresse était la construction d'un chalet pour se rassembler entre jeunes. L'opération a duré plus de 7 ans et a rassemblé jusqu'à 600 bénévoles après plusieurs appels passés à la radio, sur Europe 1.
Cette chaîne de solidarité a donné cours à d'autres ambitions comme celle d'aider les autres. Maurice Freund reprendra donc contact avec l'évêque de Madras, rencontré dans sa tendre jeunesse, et lui soumettra un projet de construction de puits en Inde.
En 1970, Point Mulhouse mettra en place un vol Mulhouse > Dehli, il s'agira de son premier vol affrété. Suivront ensuite l'Amérique Latine, l'Afrique... Les billets d'avion comme les circuits se vendent grâce aux « Point Contact », des bénévoles qui reçoivent directement chez eux les futurs voyageurs pour enregistrer la réservation. L'astuce pour obtenir un meilleur prix est de garantir le remplissage sans jamais avoir de tronçon à vide. Certains voyageurs partiront donc en train ou en voiture pour rejoindre la destination puis repartiront avec l'avion qui aura déposé un autre groupe de voyageurs. Cette technique (back to back) permettra d'obtenir un prix de billet d'avion très concurrentiel.
Point Mulhouse était aussi un acteur dans l'affrètement aérien à la suite de la demande du président Burkinabé, Thomas Sankara, dans les années 1980. En 1983-1984, Point Mulhouse rachète un Boeing « 707-328C » cargo pour le faire immatriculer au Burkina Faso et démarrer la compagnie aérienne burkinabè : Naganagani, « L'oiseau qui vole loin ».
Extrait d'une interview entre Maurice Freund et Bruno Jaffré ,

« Q : Racontez-moi l'histoire des haricots verts.

M. F. : Je suis à Paris. Il est 4 heures du matin. On est en 85. Il faut vérifier. On avait un téléphone un peu spécifique on appelle chez nous le téléphone rouge au cas où il y a un problème avec un pépin d’avion. 4 heures du matin et on nous dit : « Y a Thomas Sankara qui veut te parler ». Il me dit « Écoute, Il faut que tu viennes immédiatement au pays. J’ai un problème énorme. Il faut qu’on évacue les haricots. Il faut que tu viennes quand peux-tu venir ? » « Écoute il est 4 heures du matin, j’ai un avion qui décolle à 6 heures. Je peux le retarder un peu et je peux être chez toi à midi. OK on t’attend à midi »

J’arrive à Ouagadougou à midi 30. On file à la Présidence, Il y a au moins 8 ministres qui sont à côté. On m’expose un peu le problème, les haricots. Je connaissais un peu l’histoire, 750 tonnes de haricots qui pourrissent dehors. Il faut qu’on évacue. Comment on peut faire ? J’ai dit il n’y qu’une solution. Tout le monde est là. Un pays est souverain. On créée une compagnie aérienne de cargo pour évacuer les haricots.

Le Point était quand même très très riche parce qu’on a payé cash 4,5 millions de dollars, un Boeing 707 qui pouvait transporter 40 tonnes de haricots par vol. Tous les ministres étaient là. Quels papiers ? Qu’est ce qu’il faut faire ? Déclaration. En 48h, on a acheté un avion, on a peint Naganagani. L’avion est resté très longtemps avec la couleur bleue qui trainait parce que ça n’avait même pas eu le temps de sécher la couleur jaune quand on a mis Naganagani sur l’avion. Au Luxembourg où on a acheté le Boeing 707. Et donc, on est parti…», »

Le 5 février 1987, Point Air est sous le coup d'une interdiction de voler prise par la Direction générale de l'Aviation civile (DGAC) à la suite d'accusations de manquements graves dans l'exploitation des avions mettant en cause la sécurité des vols. Le tapage médiatique de cette affaire provoquera la chute de la compagnie après de longs mois de batailles judiciaires. En Janvier 1988, Point Air dépose le bilan entraînant la chute du Point Mulhouse par extension de faillite.

### Polémique
Entre 1985 et 1986, Point Mulhouse et la compagnie Naganagani se retrouvent impliqués dans un transport d'armes pour le compte du Colonel Kadhafi en Libye,. Supposé être du matériel agricole à récupérer à Belgrade en Serbie, le Boeing 707-328C de la compagnie Naganagani embarque pour plus de 30 tonnes d'armes, direction Ouagadougou avant de re-décoller pour Tripoli quelques heures plus tard.
Maurice Freund a reconnu à plusieurs reprises être membre de la Franc-maçonnerie mais de façon peu active.

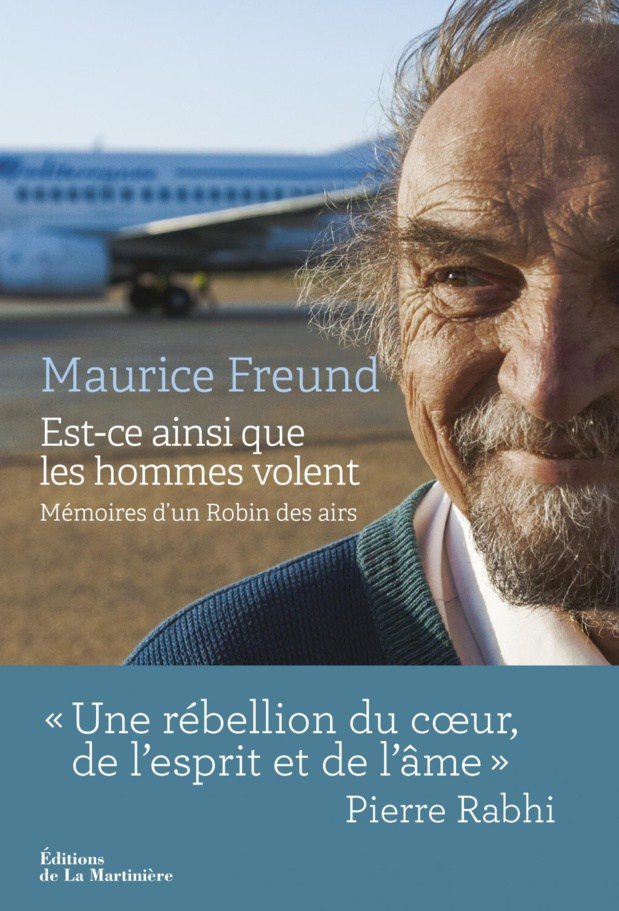
Est-ce ainsi que les hommes volent ? Mémoires d'un Robin des airs : Maurice Freund

### Point-Afrique
Après 7 ans d'errance professionnelle entre les fonctions de directeur général de Malitas(compagnie aérienne malienne) remplaçante d'Air Mali, de conseiller particulier du milliardaire Hamit Cankut Bagana, propriétaire du TO Marmara et le projet de mettre en place un vol commémoratif pour le camp de Tambov en Russie (en mémoire de son père disparu), Maurice Freund relance une liaison aérienne Paris-Gao dès 1995 sous la bannière du Point-Afrique en collaboration avec Air Toulouse.
Point Afrique a été créée sous la forme d'une coopérative de voyageurs, garantissant ainsi sa liberté d'action sans l'emprise du profit à court terme. Les coopérateurs sont pour la plupart des anciens pointistes de l'époque du Point Mulhouse (l'illustre géologue Théodore Monod est l'un des membres du Point).
L'agence Point-Afrique Voyages appartient à 100% à la coopérative du Point-Afrique et elle est le bras armé de la coopérative dans la mise en place des affrètements aériens et des voyages. Maurice Freund sera nommé président de la Coopérative et le restera jusqu'à aujourd'hui.
Le 20 décembre 1995, le premier vol sur Gao (Mali) aura bien lieu, le journaliste Jean-Paul Besset, rédacteur en chef du journal Le Monde publiera dès son retour de voyage de Gao une pleine page : "Le pari de la paix de Maurice Freund". La saison 1996/1997 affichera 20 rotations aériennes Paris/Gao avec cette fois-ci la compagnie aérienne française dirigée par Antoine Ferretti, Air Méditerranée.
Suivront rapidement d'autres destinations avec les aéroports d'Atar en Mauritanie, d'Agadez au Niger, de Mopti au Mali (proximité du Pays Dogon), Sebha en Libye, Tamanrasset et Djanet en Algérie.
Les attentats du 11 septembre 2001 aux États-Unis ont entraîné le ralentissement des ventes de billets d'avion et la faillite de plusieurs compagnies aériennes (Air Afrique, Sabena, Swiss Air). Ce retentissement a permis à Point-Afrique d'ouvrir ses lignes sur Ouagadougou au Burkina Faso, Bamako au Mali, Niamey au Niger et Cotonou au Bénin avec un prix largement inférieur de celui du marché en vigueur.
En 2007, la prospérité du Point-Afrique s’effondre à cause de l'assassinat des 4 Français à Aleg en Mauritanie. Toutes les destinations du Point-Afrique ferment les unes après les autres laissant la coopérative comme une coquille vide.
En 2011, Maurice Freund sous l'égide de la Coopérative du Point-Afrique décide d’affréter trois vols pour Faya-Largeau au Tchad. Les vols sont annulés à la suite de la fermeture de l'espace aérien après le déclenchement du Printemps Arabe en Libye. Mais en février 2012, l'opération est reconduite et est couronnée d'un franc succès pour aboutir à une série de douze vols la saison suivante. Les tentatives de reprise aérienne sur Atar en Mauritanie resteront vaines jusqu'en décembre 2017 où le Point-Afrique lancera 14 vols directs Paris/Atar/Paris.

### Le Campement Tamana

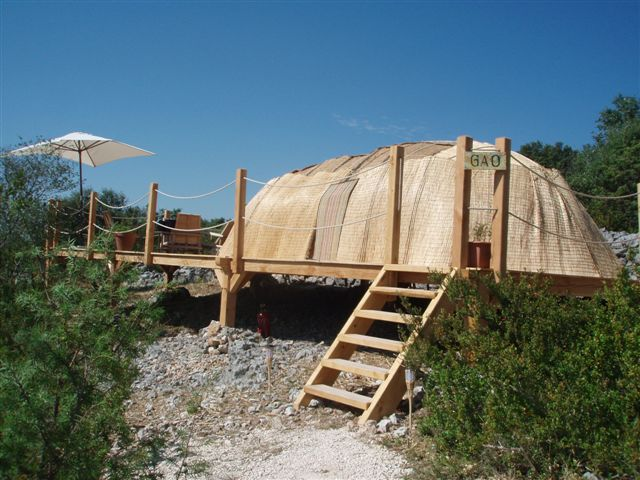
Campement Tamana - Case Songhaï été 2009

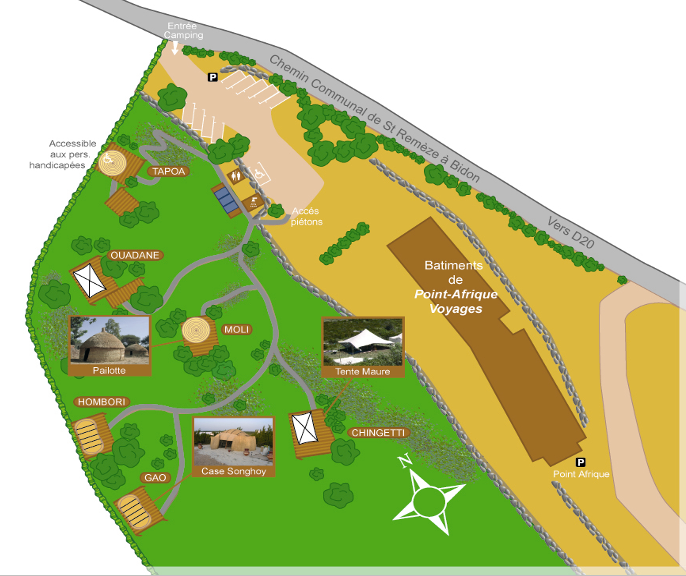
Plan du Campement Tamana

En 2008, la Coopérative Point-Afrique lance son campement eco-lodge « Tamana » à Bidon. Perchés sur des pilotis en bois, les 2 khaïmas mauritaniennes, 2 cases songhaïs et 2 paillotes haoussas composent le Campement Tamana. L'accueil sera successivement assuré par les guides du Point-Afrique originaires du Mali, du Niger et de Mauritanie.